# All Saints Bog SPA
All Saints Bog SPA este o arie protejată (arie de protecție specială avifaunistică — SPA) din Irlanda întinsă pe o suprafață de 322,64 ha, integral pe uscat.

## Localizare
Centrul sitului All Saints Bog SPA este situat la coordonatele 53°09′02″N 7°59′05″W / 53.150503°N 7.984828°V.

## Înființare
Situl All Saints Bog SPA a fost declarat arie de protecție specială avifaunistică în octombrie 1996 pentru a proteja 2 specii de animale.

## Biodiversitate
Situată în ecoregiunea atlantică, aria protejată nu include niciun habitat protejat.
La baza desemnării sitului se află mai multe specii protejate de  păsări (2): Anser albifrons flavirostris, șoim de iarnă (Falco columbarius).
Pe lângă speciile protejate, pe teritoriul sitului au mai fost identificate 3 specii de plante, 5 specii de nevertebrate.